# 小學星公主
《小學星公主》是餅月望撰寫，黑田bb繪製插畫的日本輕小說作品。集英社Super Dash文庫出版全3冊，中文版由青文出版社代理發行。
本作主軸為外貌停留在12歲左右的外星少女與地球少年間的科幻風戀愛喜劇。作者在第2集後記中表示「書評網站認為這本書是羅曼史，而不是戀愛喜劇」。

## 故事簡介
守本貢小學6年級時，和只留學半年的外國少女露莉絲·菲爾·斯特法諾斯成為好友，在兩人離別時，貢送露莉絲四葉幸運草當禮物，露莉絲將護身符送給貢作為回禮，並約定「絕對不會忘記對方」。
5年後，升上高中2年級的貢收到露莉絲的信，信中表示要來地球進行新娘修行，讓貢覺得很沮喪。兩人在當天晚上重逢，但露莉絲的外表還停留在小學6年級時。
原來露莉絲並不是地球人，而是外表只會成長到12歲左右的外星人所居住的星球「小學星」的公主。小學星的求婚儀式是「交換花和護身符」，誤以為5年前離別時交換禮物是「被貢求婚」的露莉絲，再次來到地球進行新娘修行是為了在1年後和貢結婚。
高中生的貢，與外表像是小學生的露莉絲就在誤解沒有解開的狀況下，開始了同居生活。

## 登場人物

### 主要人物
守本貢
本作主角。地球人，17歲，就讀私立桑島高中2年C班。雙親都住在海外，租了一間公寓獨自生活。
小學6年級時認識露莉絲，對她產生好感，但卻毫無自覺，認為露莉絲是最好的朋友。
剛和露莉絲重逢時，沒辦法接受要和外表像是小學生的露莉絲結婚的事實，加上週遭認為他有戀童癖，讓他難以忍受，讓他在和露莉絲互動時感到不自在。後來從愛帕納處得知露莉絲為了讓婚姻受到承認而四處奔走，並在被由月責備後才注意到自己對露莉絲的感情，決定真正向露莉絲求婚。在真田老師的協助下與愛帕納一起衝進小學星大使館，在對全銀河的轉播中向露莉絲告白，並正式向她求婚。
這次事件後，變的不在意周遭眼光，能夠表達出自己真正的感覺。另一方面，貢開始向愛帕納學小學星語、想辦法改善與米利亞的關係，加上魔法化妝盒引發騷動與露莉絲被綁架時的活躍表現，讓他漸漸被露莉絲的家人和小學星人接受。
高中畢業後和露莉絲就讀同一所大學，並持續學習小學星的相關事物。大學就學期間和露莉絲結婚，有兩個小孩。
露莉絲·菲爾·斯特法諾斯
本作女主角。17歲，是小學星第3公主。
12歲時到地球留學半年，喜歡上小學同學貢。誤以為離別時的交換禮物是「貢的求婚」，5年後為了和貢結婚再度前來地球，和貢同居，並用「外國的跳級小學生」的名義轉學到桑島高中。
外表大約只有10歲左右，在小學星人中看起來也屬於比較年幼的外貌，有著白嫩肌膚與烏黑長髮。平常個性開朗，不過在用公主身份行動時也有嚴肅的一面。不瞭解地球文化，很容易相信網路上找到的資料。
深知公主應盡的本分，就算知道小學星人對大人型外星人有強烈偏見，難以接受自己與貢之間的婚姻，卻依然認為公主不應該隱瞞國民，因此於再度前往地球前，為了讓國民承認兩人的婚姻，已公主的身份盡力執行公務，並為了國家與王族的意識改革四處奔走。
二度來到地球後，起初對與貢的同居生活感到非常開心，但在與同學聊天時發現求婚只是場誤會，並得知婚約讓大家以為貢有戀童癖，決定從共貢身邊離開而躲進小學星大使館。之後貢衝進大使館，在全銀河轉播中向露莉絲求婚，使婚約正式成立。
和貢正式交往後，週遭的人都不把兩人當成情侶，讓她感到不滿，同時貢開始瞞著自己和由月一起行動（實際上兩人是一起向愛帕納學小學星語），再加上米利亞為了讓兩人分手的發言，讓露莉絲對與貢的生活漸漸感到不安。為了追求「普通的戀愛」，曾想藉由艾麗西亞送給她魔法化妝盒裝成地球人生活，最後接受了貢「讓兩人成為地球人與小學星人戀愛的典範」的想法，決定恢復成小學星人的外表。
高中畢業後和貢就讀同一間大學，為了促進地球與小學星的關係而來往於兩個星球之間。在大學就學期間與貢結婚，有兩個小孩。

### 地球人
葛木由月
私立桑島高中2年C班班長，17歲。
特徵為細長的美麗雙眼與栗子色短髮，使用關西腔說話。喜歡關心別人的個性讓她相當受歡迎，同時就算明知忠言逆耳，為了對方著想，還是會毫不遲疑的說出來。
露莉絲剛轉學過來時，在不知道她的身分的情況下，和她成為好友。從貢那邊得知露莉斯真實身分時，對貢過度在乎週遭眼光感到生氣，也同時察覺自己的貢的感情。
在露莉絲身分曝光後，常幫忙修復兩人與同學間的關係，另一方面也對小學星產生興趣，和貢一起向愛帕納學小學星語。
過去因為愛管閒事而受到排擠，對唯一一個認同自己的貢產生好感，卻一直沒有告白。隱藏自己的想法與兩人互動，在貢於露莉絲被綁架時差點喪命時決定向貢告白。於貢因為在小學星王宮上無法說服艾迪亞王與菲莉絲而感到沮喪時趁機告白，卻被貢回絕而失戀。最後仍替貢出意見並推他一把，讓他能夠得到菲莉絲協助。
高中畢業後到國外留學，一邊學習溝通學，一邊研究如何和外星人相處。
真田美香
私立桑島高中2年C班班導。貢認為她25歲。教學科目為社會。
將黑髮綁成馬尾，戴眼鏡，常穿深色衣服。學業表現傑出，至5年前都還在美國大學留學，並經常關心有困擾的學生，讓她深受學生信賴。不過十分笨拙，在空無一物的地方還會不小心跌倒。
事實上教師只是表面上的職業，真正的職業是負責外星人相關事項的美國特別移民局的成員。負責保護掌握地球與小學星同盟關鍵的貢與露莉絲，在兩人陷入困境時提供各種協助。

### 小學星人
愛帕納·塔斯塔西·菲爾·斯克烏洛斯
宇宙放送局地球支部的之部長，25歲。
小學星名門貴族出身，離開小學星僅5年變晉升至宇宙放送局地球支部的支部長。在小學星時擔任近衛騎士團精銳部隊副隊長，並負責教養露莉斯。過去經歷讓她認識王族成員，其中和艾麗西亞與菲莉絲交情特別好。
面無表情是他的特徵，只有和她認識很久的人才能察覺她的表情變化。喜歡捉弄別人，常用各種不同方法整人。最近常使用宇宙放送局的L系統剪輯露莉絲和貢的丟臉畫面給兩人看，藉此捉弄他們。露莉絲認為她把9成的熱情都拿來整自己，貢則認為有天必須和露莉斯一起為自己的名譽而戰。
另一方面，相當重視露莉絲，在她真的有困難時會用合適的方式幫忙她。露莉絲躲進大使館時來到貢的面前，告訴他露莉絲至今所做的努力，並警告他「如果讓露莉絲難過，就不會原諒他」。後來和貢一起衝進大使館，將貢的告白轉播到全銀河。
喜歡海洋生物，愛用各種海洋生物商品，愛帕納自己設計的宇宙船形狀則是海豚形狀，但在貢發現她喜歡海洋生物時，拿出秘藏影像威脅他。
在舞台為同世界觀5年之後的中，當上宇宙放送局局長，除了在工作上活躍外，也將自己對海洋生物的趣味反應到公司上，像是將公司商標改成海豚狀、將一到地球的本部造型設計的像是水族館等。
米利亞·菲爾·斯特法諾斯
小學星第四公主，露莉絲的妹妹，11歲。
金髮碧眼的少女，髮型是雙馬尾，用千金小姐的口氣說話。性格不坦率，但本質上個性純真。
重度的方向音癡，連單行道也會迷路。離譜的能力離譜到艾麗西亞還說她「擁有扭曲時間和空間的能力」，實際上也有跑進被隔絕的房間裡過。
很喜歡姐姐，不過和大部分小學星人一樣，討厭大人型外星人，因此不承認貢和露莉絲的婚約。在艾麗西亞的建議下，為了取回姐姐，用「為了地球留學作準備」的理由來到貢與露莉絲身邊，開始3人生活。
剛到地球時為了讓露莉絲放棄貢，常故意講一些讓露莉絲不安的話，害的露莉絲變的過度依賴魔法化妝盒，讓她大受打擊。另一方面，米利亞一開始對貢充滿敵意，在共同生活過程中逐漸解除心防。在貢解決魔法化妝盒事件後，終於承認貢和露莉絲的婚約。
之後也一直留在地球生活，藉著和其他地球人互動，慢慢解除對大人型外星人的偏見。把到地球留學的預定提前，轉學到小學後也有教到朋友。
正式開始留學後離開貢的房間，由拉雪爾負責照顧她。在世界觀為本作5年後的完結篇後記提到，後來由米利亞率領小學星人偶像團體「SGS132」。
艾麗西亞·菲爾·斯特法諾斯
小學星第二公主，露莉絲的姐姐，19歲。
琉璃色的長髮及腰，聲音有治癒人心的效果。性格冷靜沉著，也能夠冰冷的下各種決定。總是面帶微笑，幾乎不露出自己的感情，讓米利亞覺她是冷淡的人。實際上她只是容易害羞，私底下是個情感豐富、很關心妹妹的溫柔少女。知道她真正模樣的，只有雙親、菲莉絲與愛帕納。
以前和米利亞一樣，討厭大人型外星人，對自己因此沒有到地球留學感到很後悔，而對地球產生憧憬。因為自己過去經驗影響，強烈建議米利亞到地球留學，並利用米利亞反對貢和露莉絲結婚這點把她送到地球，並請她把魔法化妝盒轉交給露莉絲，藉此引發騷動，讓露莉斯明白做自己的重要性。
菲莉絲·菲爾·斯特法諾斯
小學星第1公主，露莉絲的姐姐，25歲。
髮色為火紅色，性格勇猛。身高150公分，對小學星人來說算身高高大。被稱為「公主將軍」，是小學星軍的實質領袖，同時也是近衛騎士團精銳部隊隊長，和前副隊長愛帕納是好朋友。
露莉絲被誘拐時，貢曾請她提供協助，一開始她以「王族就算結婚不合己意也不能拒絕」為理由拒絕協助，貢向她說明海洛迪亞的陰謀，她也只回答「如果是真的就放馬過來」。但當貢再次向她請求協助時，貢靠著對露莉絲的感情拼命行動的態度得到她的認同，並承諾提供全面協助。事實上第一次之所以回絕貢，是為了測試貢的決心，檯面下她請艾麗西亞和愛帕納調查和海洛迪亞聯繫的背叛者，並在掌握證據之後，明知道可能引發與中學星的全面戰爭，還是決定進行救援行動，並在婚禮當天與貢、愛帕納、拉雪爾與10名近衛隊員向中學星的宇宙要塞「艾基諾斯」發動奇襲，並成功救出露莉絲。
艾迪亞·菲爾·斯特法諾斯
小學星國王，露莉絲的父親。
起初打算默認露莉絲與貢的婚約，卻越來越擔心女兒會因為與地球人結婚而遭受非議，因此在露莉絲被綁架時雖然注意到海洛迪亞想，卻打算藉此讓露莉絲與海洛迪亞結婚，而拒絕協助貢。
在貢等人救出露莉絲後，向貢對自己過往的無禮道歉，並提供協助，讓兩人婚姻受到小學星人認同。
拉雪爾·法雯迪亞
小學星地球大使館警備部長。
身高只比露莉絲略高，將及腰長髮綁成辮子。個性認真，不易通融，有很強的責任感。近衛隊前隊員，在隊員時代被稱為「特攻隊長」，戰鬥時使用刺叉作戰。
喜歡冷凍優格，米利亞曾用北號道的草莓冷凍優格收買她，也曾使用通販購買整箱來路不明的「苦瓜冷凍優格TR」。
雖然在小學星大使館工作，卻很怕地球人，常有事沒事就公開表示她討厭地球人。特別是貢因為衝進大使館讓她被本國責罵，讓她明顯的特別敵視貢，不過對貢與露莉絲的婚姻還算認同，在貢於中學星宇宙要塞自爆中受傷時，哭的比誰都難過。
米利亞正式來到地球留學後，負責照料她的生活起居。
到第2集時雖然插畫中有出現，但文章中都只有「綁辮子的少女」說明，只有在最後一集才有較深的描述。

### 其他角色
海洛迪亞·德米·洛德
住民的外表只成長到約15歲左右的星球「中學星」第1王子，年齡和露莉絲與貢相近。
一般人認為他是優秀的王子，給他很高評價，不過實際上個性傲慢不羈，有很多的問題。中學星國王看穿這點，所以繼位者的第一人選並非海洛迪亞，而是和他一樣優秀的妹妹。
對權力異常執著，害怕妹妹繼承王位後讓自己失去權力，企圖和小學星第3公主露莉絲結婚，趁著父親和妹妹不在時偷偷綁架露莉絲。靠著與小學星元老院的關係，讓元老院承認自己和露莉絲的婚姻，想藉此與小學星打好關係，讓自己在王位繼承權之爭取得優勢地位。
因為和露莉絲一起被抓走的拉雪爾脫逃、艾麗西亞、愛帕納、真田老師的調查，加上與海洛迪亞串通的小學星人的供詞，讓他的企圖曝光，讓婚禮會場「艾基諾斯」被菲莉絲襲擊，最後露莉絲被貢救走，艾麗西亞等人將他的行動告知中學星國王與他的妹妹，讓他的計畫以失敗告終。
自暴自棄的海洛迪亞將艾基諾斯的物質與反物質砲以無法解除的方式起動，但被貢說服這麼執著權力是沒意義的，並提議藉由讓艾基諾斯自爆解除危機。後來靠著露莉絲與貢冒著生命危險行動成功讓艾基諾斯自爆，阻止了物質與反物質砲發射。
事件過後被剝奪王位繼承權，並被下放到偏遠星球。因為過去受到部下愛戴，當時在艾基諾斯的部下也都陪他一起到被下放的星球。
艾蕾娜
貢和露莉絲的長女，地球人與小學星人的混血兒。
在完結篇中登場，登場時在小學入學前，外表像是小一號的露莉絲。很喜歡自己的書包，並期待小學校的生活。

## 出版書籍

### 日文版
- 、2008年6月30日發行、ISBN 978-4-08-630434-4
- 、2008年12月30日發行、ISBN 978-4-08-630465-8
- 、2009年5月27日發行、ISBN 978-4-08-630489-4

### 中文版
- 小學星公主1、2010年7月30日發行、ISBN 9789862564035
- 小學星公主2、2011年4月25日發行、ISBN 9789862567326
- 小學星公主3、2011年10月21日發行、ISBN 9789862569498